# Општина Кошерени (Јаломица)
Кошерени (рум. Coşereni) општина је у Румунији у округу Јаломица.
Oпштина се налази на надморској висини од 56 m.